# جورج فورست (سياسي)
جورج فورست (بالإنجليزية: George F. Forrest)‏ هو سياسي أمريكي، ولد في 1870.